# Riserva naturale integrale Grotta di Santa Ninfa
La Riserva naturale integrale Grotta di Santa Ninfa è un'area naturale protetta istituita dalla Regione Sicilia nel 1995 ricadente nei territori comunali di Santa Ninfa e Gibellina, in provincia di Trapani, ed affidata in gestione a Legambiente Sicilia. L’area protetta, di notevole interesse geologico, geomorfologico e naturalistico, è interamente compresa all’interno del più vasto Sito Natura 2000 “Complesso dei Monti di Santa Ninfa e Gibellina e Grotta di Santa Ninfa”, istituito in attuazione della Direttiva Habitat 92/43/CEE per la presenza di diversi habitat di interesse comunitario e di specie di interesse biogeografico e conservazionistico. Il territorio della Riserva è stato suddiviso in due diverse aree in funzione delle caratteristiche ambientali e dei diversi obiettivi gestionali:
- la zona A è costituita essenzialmente dagli ambienti ipogei della Grotta di Santa Ninfa, una cavità di origine carsica estesa per circa 1,5 km.
- la zona B comprende l’ampia Valle del Biviere, estesa circa 140 ha, corrispondente al bacino di alimentazione della cavità e ricca di suggestivi aspetti geologici e naturalistici legati ai fenomeni carsici nei gessi, sia superficiali che sotterranei, agli aspetti della flora e della vegetazione, alla fauna.